# Consecuencia jurídica
La consecuencia jurídica es el resultado de la norma; el hecho que la norma contemple. El ejemplo más visible son en las normas con punibilidad penal: Art. 138 CP español, "El que prive de la vida a otro será castigado con la pena de prisión de diez a quince años".
Si el supuesto de hecho es "matar a otro", la legítima consecuencia de este acto es la pena privativa de libertad establecida de diez a quince años.
Ahora en el concepto de consecuencias de derecho, se puede establecer una cierta relación con la Tercera ley de Newton o principio de acción y reacción, en la que explica Newton que toda acción conlleva a una reacción, luego entonces si un sujeto “a” agrede al sujeto “b” la reacción que tendrá el segundo sujeto, será de agredir de la misma manera.
Al momento de averiguar las causas por las que un sujeto actuó voluntariamente, y cometió un acto antijurídico puede ayudar a calcular la medida de su responsabilidad civil, llegando al resultado si lo hizo con dolo o simplemente fue por torpeza, si nos vamos al ámbito penal las penas serán menores para quien actuó con culpa respecto a quien actuó con dolo.